# Don: The Chase Begins Again
Don: The Chase Begins Again è un film indiano del 2006 diretto da Farhan Akhtar. È un remake del film del 1978 Don. Il film è prodotto da Farhan Akhtar e Ritesh Sidhwani attraverso la loro casa di produzione Excel Entertainment. Il film vede protagonisti Shahrukh Khan, Priyanka Chopra, Arjun Rampal, Ishaa Koppikar, Boman Irani, oltre che Kareena Kapoor in un cameo. Il film è stato selezionato per essere proiettato durante il Festival del Cinema di Berlino, ed è stato distribuito in India ed internazionalmente il 20 ottobre 2006. Il film è stato il quinto maggior incasso del 2006 in India, incassando oltre 105 crore in tutto il mondo, a fronte dei 35 costati.

## Trama
Dopo essere divenuto il re indiscusso della malavita asiatica e avere eluso l'arresto da parte delle forze di polizia, Don ha in mente un solo obiettivo: espandere il suo dominio sull'intera Europa in modo da non avere rivali. Per farlo ha bisogno, però, di sottomettere i boss del vecchio continente e di tenere a bada le autorità locali; decide così di lasciare Kuala Lampur per spostarsi a Berlino dove mette in pratica tattiche sempre più spietate che solo la sua mente astuta può elaborare.

## Colonna sonora
1. Shaan – Main Hoon Don – 5:30
2. Sunidhi Chauhan – Yeh Mera Dil – 4:39
3. Shankar Mahadevan – Mourya Re – 5:52
4. Udit Narayan, Shahrukh Khan – Khaike Paan Banaraswala – 5:24
5. Alisha Chinai, Mahalaxmi Iyer, Sonu Nigam – Aaj Ki Raat – 6:08
6. Shahrukh Khan – Don - The Theme – 4:07